# Olivier Anken
 (novembre 2013).
Si vous disposez d'ouvrages ou d'articles de référence ou si vous connaissez des sites web de qualité traitant du thème abordé ici, merci de compléter l'article en donnant les références utiles à sa vérifiabilité et en les liant à la section « Notes et références ».
Olivier Anken né le 10 février 1957 à Morges, est un joueur professionnel suisse de hockey sur glace.

## Biographie
Il commence sa carrière à Morges où son père était actif tant dans le football que dans le hockey. Il joue d'abord en novices, en juniors puis en première équipe à 15 ans et demi et découvre la LNB lors de la saison 1972-1973. Trois ans plus tard, il reçoit plusieurs offres mais préfère rejoindre Bienne.
En 1978, il obtient son premier sacre national et est de nouveau champion de Suisse en 1981 et en 1983 avec le HC Bienne.
Il porte en 1988 lors des Jeux olympiques de Calgary le maillot de l’équipe de Suisse (il le porte 153 fois durant sa carrière).
Relancé pour une dernière année par Köbi Kölliker en 1994, Bienne est sauvé in extremis en play-out contre Olten, en tirs de pénalité. Olivier Anken met un terme à sa carrière après dix-huit saisons consécutives et 627 matchs dans le Seeland.
Le 23 octobre 2015, avant le début du match de championnat entre le HC Bienne et le HC Lugano, les dirigeants biennois retirent son numéro 30 accompagné de trois autres banderoles.

## Carrière

### Clubs
- 1965-1976 : Forward Morges Hockey Club (Junior et LNB)
- 1976-1994 : HC Bienne (LNA)

### Carrière internationale
Il fait partie de l'équipe de Suisse de hockey sur glace lors des Championnats du monde de 1978, 1979, 1981, 1982, 1983, 1985, 1986, 1987, 1989 et 1990 ainsi que lors des Jeux olympiques d'hiver de 1988.

### Palmarès
- Champion de Suisse de LNA en 1978, 1981 et 1983 avec le HC Bienne